# Svédországi forgalmi rendszámok

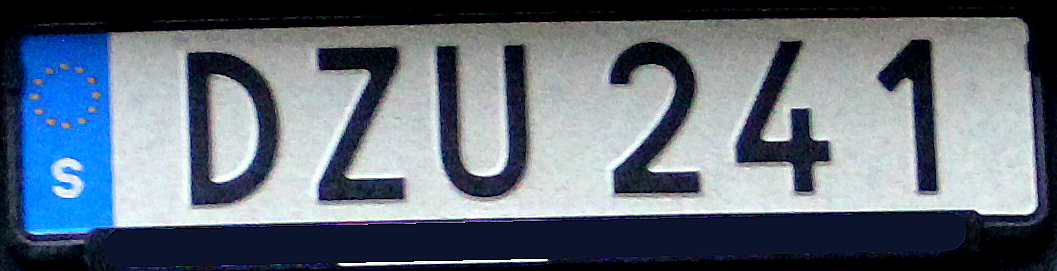

A svéd forgalmi rendszámok jelenleg három betűt és három számot tartalmaznak. Ez 1973 óta van így. Előtte, 1906-tól kezdődően egy betűvel kezdődött, amely után öt szám állt. 2009 év végéig egy ún. adómatrica is része volt a rendszámtáblának, amely a rendszám közepén helyezkedett el. Ezt a matricát egyedül taxik nem viselték. Ezzel a matricával volt igazolva a különböző adók és a biztosítás befizetése. 
2019 óta az utolsó karakter betű is lehet.
A svéd rendszámokon a svéd ábécé összes betűje megtalálható az I, Q, V, Å, Ä és Ö kivételével. Az utolsó karakter nem lehet O sem. 
A jelenlegi svéd rendszámok mérete 520 mm × 111 mm (EU-rendszám), vagy 480 mm × 111 mm (EU-jelzés nélkül).   

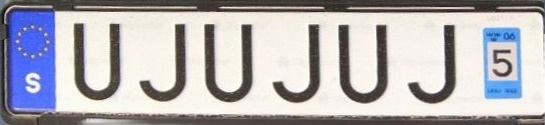
Nem standard svéd rendszám

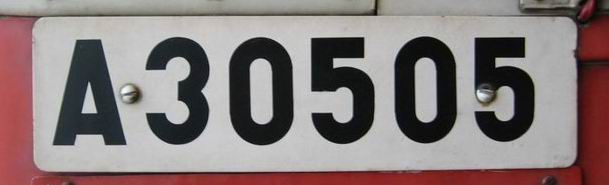
1973 előtti svéd rendszám

## 1906–1973
Amikor még egy vagy két betűvel kezdődtek a svéd rendszámok, ezek a városokat különböztették meg:
- A, AA, AB – Stockholm
- B, BA, BB – Stockholm megye
- C – Uppsala megye
- D – Södermanland megye
- E, EA – Östergötland megye
- F, FA – Jönköping megye
- G – Kronoberg megye
- H – Kalmar megye
- I – Gotland megye
- K – Blekinge megye
- L, LA – Kristianstad megye (ma Skåne megye része)
- M, MA, MB – Malmöhus megye (ma Skåne megye része)
- N – Halland megye
- O, OA, OB – Göteborgs és Bohus megye (ma Västra Götaland megye része)
- P, PA – Älvsborg megye (ma Västra Götaland megye része)
- R – Skaraborg megye (ma Västra Götaland megye része)
- S, SA – Värmland megye
- T, TA – Örebro megye
- U – Västmanland megye
- W, WA – Kopparberg megye (ma Dalarna megye része)
- X, XA – Gävleborg megye
- Y – Västernorrland megye
- Z – Jämtland megye
- AC – Västerbotten megye
- BD – Norrbotten megye
- betűk nélkül – hadsereg